# 芮城文庙大成殿
芮城文庙大成殿位于中国山西省芮城县政府大院内。

## 保护
1984年10月，芮城文庙公布为芮城县文物保护单位。
2021年8月4日，芮城文庙大成殿公布为第六批山西省文物保护单位，古建筑类，年代为明，编号6-275。	